# USS Kingfisher (1996)
USS Kingfisher (Nederlands: IJsvogel) was een Amerikaanse mijnenjager van de Ospreyklasse. Het schip, gebouwd door Amerikaanse scheepswerf Avondale uit New Orleans, was het vierde schip bij de Amerikaanse marine met de naam Kingfisher. De schepen van de Ospreyklasse waren de eerste schepen bij de Amerikaanse marine die ontworpen waren als mijnenjager. Vrij snel naar de in dienst name werd het schip in 2000 toegevoegd aan de reservevloot van de Verenigde Staten waar het gebruikt werd voor het opleiden van reservisten. In 2007 werd het schip uit dienst genomen.